# Otto Pannek
Otto Pannek (né le 26 décembre 1840 à Waplitz (de), province de Prusse et mort après 1878) est un propriétaire de manoir prussien et député du Reichstag.

## Biographie

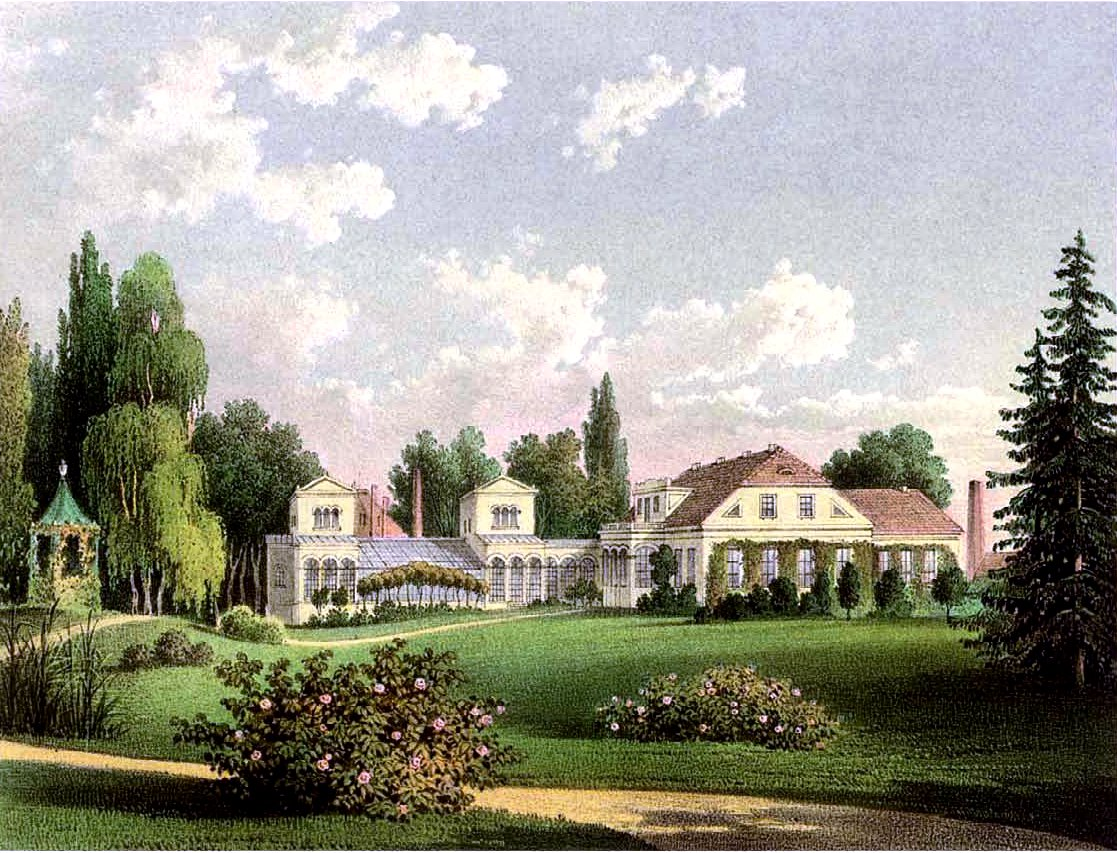
Manoir de Waplitz vers 1860, collection Alexander Duncker

Grobe étudie au lycée d'Hohenstein en province de Prusse et se consacre à l'agriculture dans son manoir de Waplitz, y compris les fermes de Gärtringen et Jakobsthal et le moulin de Freudenthal, et il est également chef de bureau.
De 1877 à 1878, il est député du Reichstag pour la 8e circonscription de Königsberg avec le Parti progressiste allemand.